# Inganni (film 1985)
Inganni è un film del 1985 diretto da Luigi Faccini.

## Trama
Il poeta Dino Campana è rinchiuso da anni del manicomio di Castel Pulci, dove riceve le visite di Carlo Pariani, psichiatra, con cui rievoca momenti della sua vita fuori dal manicomio, soprattutto la storia del suo tormentato amore con la scrittrice Sibilla Aleramo (Rina Faccio)

## Riconoscimenti
- 1986 - Nastro d'argento alla migliore fotografia - Marcello Gatti